# Ridvan Bode
Ridvan Vait Bode, né le 26 juin 1959 à Korçë, est un homme politique albanais, membre du Parti démocrate. Il est ministre des Finances du cabinet de Sali Berisha.